# Paul Kassecker

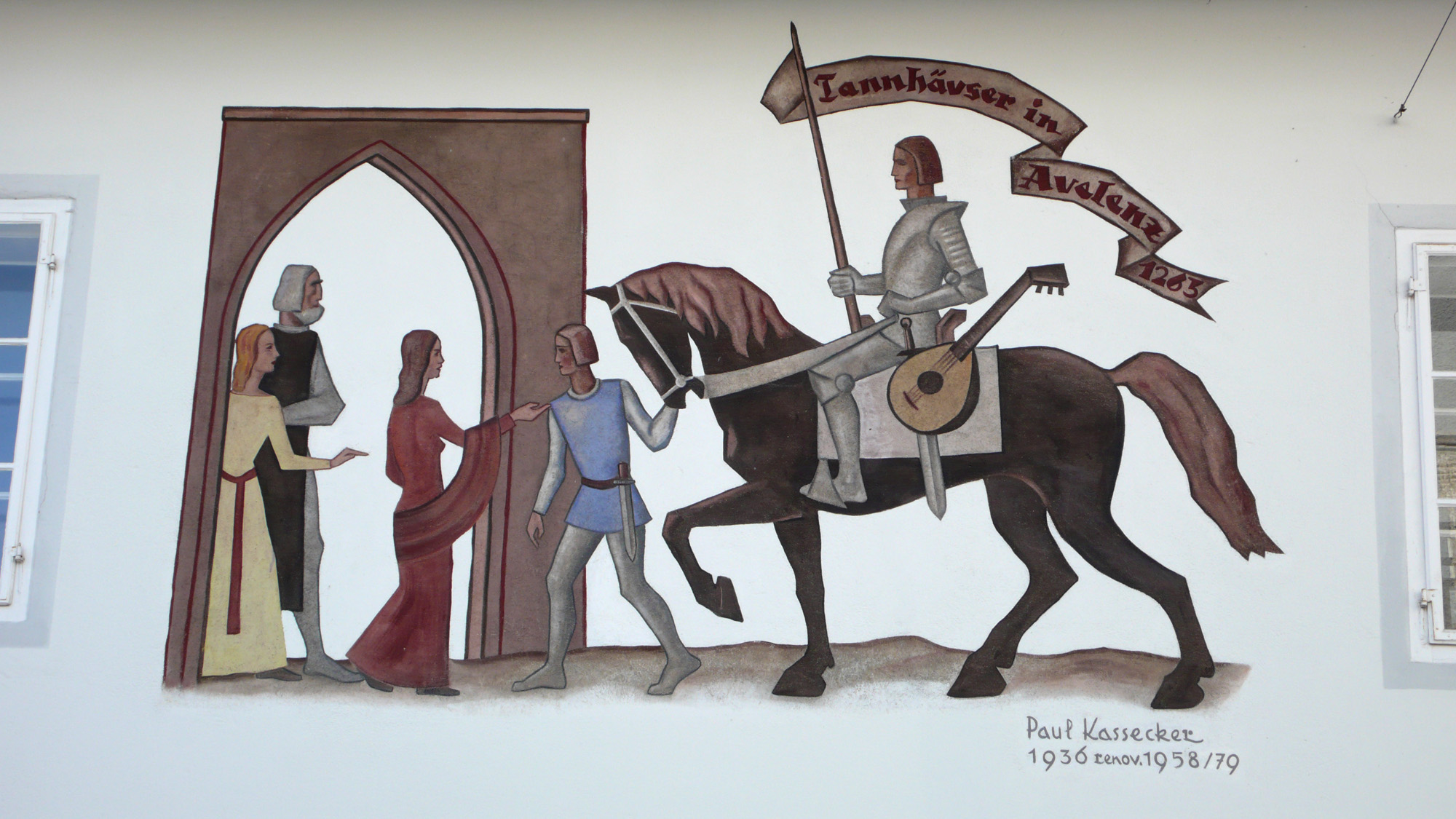
Wandmalerei „Tannhäuser...“, Mariazellerstraße in Aflenz

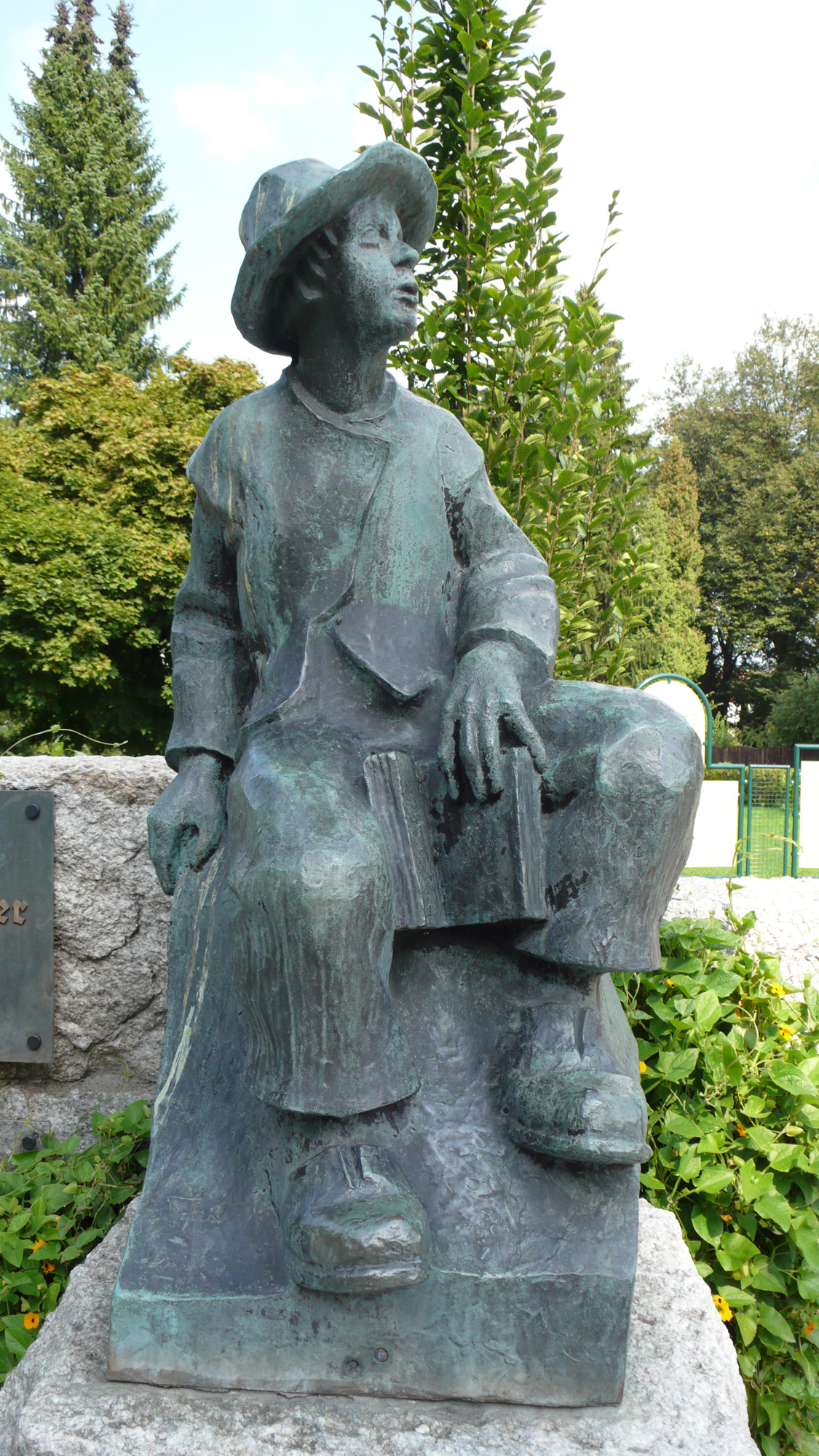
Denkmal zu Ehren von Peter Rosegger in Krieglach (1937)

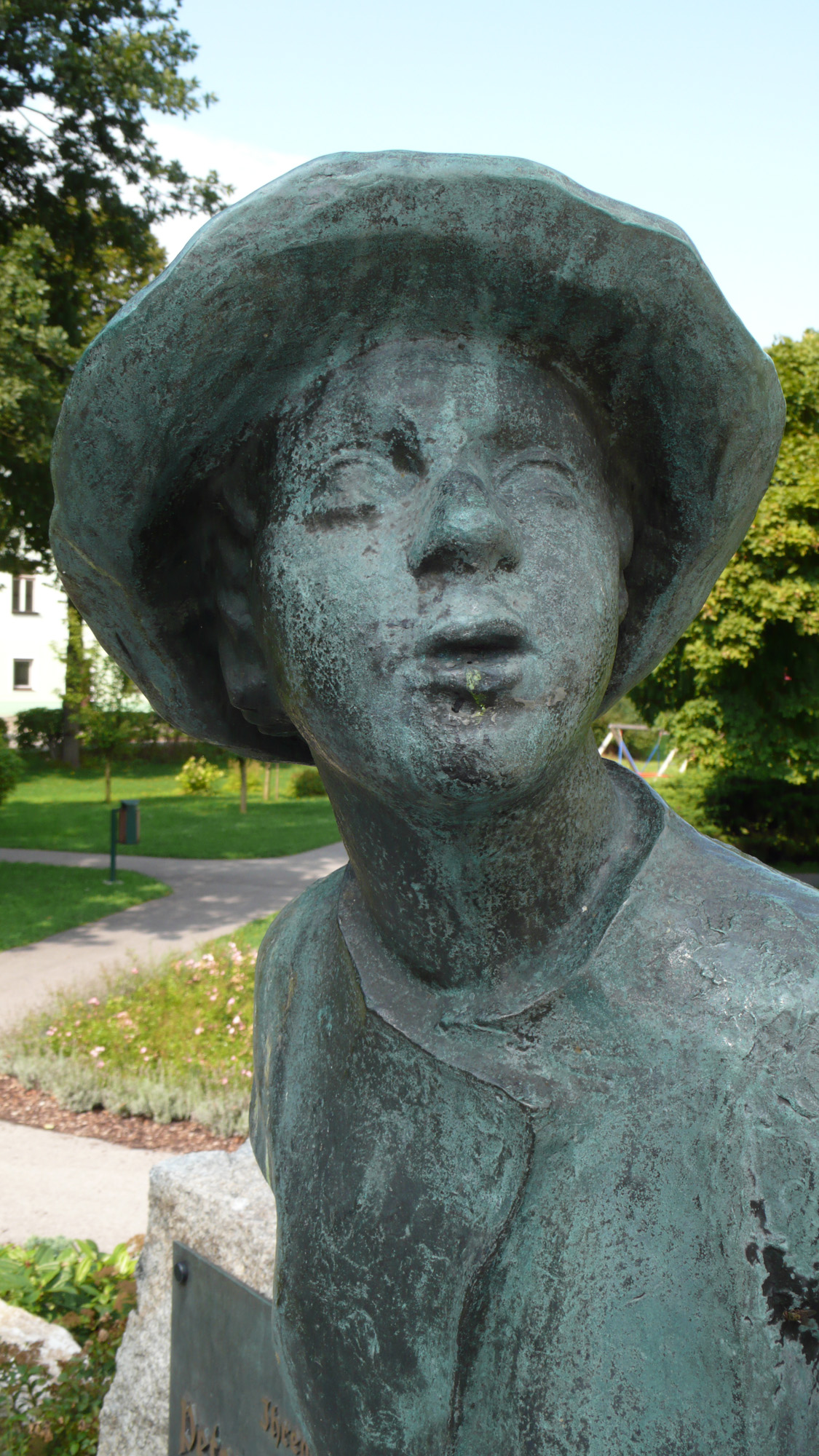
Denkmal zu Ehren von Peter Rosegger in Krieglach (1937)

Paul Leopold Kassecker (* 5. Juni 1903 in Villach; † 22. Juli 1992 in Aflenz Kurort) war ein österreichischer Bildhauer, Maler und Grafiker.

## Leben
Paul Kassecker wurde am 5. Juni 1903 in Villach geboren und am 12. Juni 1903 in der Pfarre Villach-St. Nikolai auf den Namen Paul Leopold getauft. Sein Vater Leopold (* 25. Oktober 1872 in Dörfel bei Baden, Niederösterreich) war ein Beamter der k.k. privaten Südbahn; seine Mutter war die aus Znaim in Mähren stammende Pauline (geborene Keller; * 15. Juni 1877).
Die Grundlagen seiner künstlerischen Ausbildung erwarb sich Kassecker in den Jahren von 1922 bis 1926 auf der Kunstgewerbeschule in Graz, danach wechselte er zur Akademie der bildenden Künste in Wien, wo er 1929 den Akademiepreis und die Goldene Fügermedaille und 1930 den Staatspreis erhielt.
Nach seiner Ausbildung lebte Kassecker in Graz. Dort beteiligte er sich an etlichen Ausstellungen und erhielt weitere Auszeichnungen. Am 15. Mai 1938 beantragte er die Aufnahme in die NSDAP und wurde rückwirkend zum 1. Mai desselben Jahres aufgenommen (Mitgliedsnummer 6.146.905). Während des Zweiten Weltkriegs war er von 1939 bis 1945 Kriegsmaler und Pressezeichner einer Nachrichteneinheit unter anderem in Lappland. 
Bereits 1934 wählte er Aflenz Kurort zu seinem ständigen Wohnsitz, wo er seine künstlerische Tätigkeit mit seiner Sportbegeisterung in idealer Weise verbinden konnte. Bergsteigen und vor allem der Skisport gehörten zu seinen Leidenschaften. 
Sein bildhauerisches Hauptwerk ist das 1937 entstandene Denkmal „Als ich noch der Waldbauernbub war“ zu Ehren des steirischen Schriftstellers Peter Rosegger im Roseggerpark in Krieglach. Bekannt wurde Kassecker vor allem als Landschaftsmaler, der seine Motive zumeist in der Bergwelt des Hochschwab fand. Anfangs orientierte er sich an den österreichischen Malern Albin Egger-Lienz und Alfons Walde, experimentierte aber seit den 1950er Jahren auch mit den Möglichkeiten der abstrakten Bildgestaltung.

### Ehen
Am 5. Februar 1946 heiratete er in der Pfarre Graz-Leonhard Elisabeth Katharina Maria Kühnel. Nachdem diese im Jahr 1962 verstorben war, heiratete er am 4. Dezember 1964 Wilhelmine Steiner (?).

## Werke
- Wandmalerei: Tannhäuser in Avelenz, 1937, Mariazellerstraße, Aflenz Kurort
- Wandmalerei: Haltet fest an Euren Sitten und Gebräuchen, Mariazellerstraße, Aflenz Kurort
- Wandmalerei: Hochschwabmassiv, Hotel Post, Aflenz Kurort
- Wandmalerei: Berggeist, Schulgasse, Aflenz Kurort